# منتخب اليونان لكرة السلة للسيدات
منتخب اليونان الوطني لكرة السلة للسيدات (باليونانية: Εθνική Ελλάδας) هو ممثل اليونان الرسمي في المنافسات الدولية في كرة السلة للسيدات.